# Oskar Primavesi

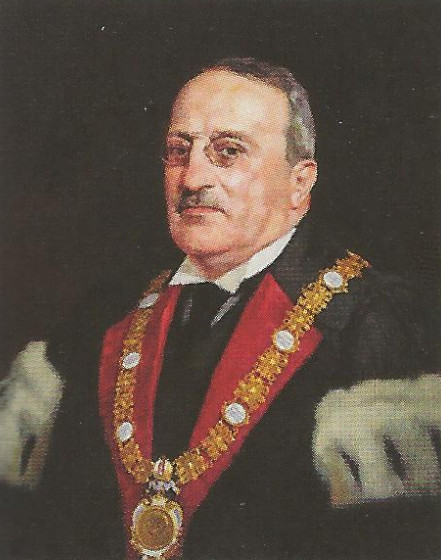
Oskar Primavesi, Gemälde von Anton Hans Karlinsky (1936)

Oskar Primavesi (* 15. März 1874 in Rajcza, Österreich-Ungarn; † 26. Juli 1952 in Wien) war ein österreichischer Elektromaschinenbauer und Hochschullehrer. Er war Rektor der Technischen Hochschule Wien.

## Leben
Oskar Primavesi studierte an der Technischen Hochschule Graz Maschinenbau, wo er 1897 die zweite Staatsprüfung ablegte und im Anschluss als Assistent tätig war. 1900 wechselte er zur Firma Siemens & Halske, für die er unter anderem die ersten Turbogeneratoren für die Wiener Elektrizitätswerke sowie Gleichstrommaschinen und Lokomotivmotoren entwickelte. Außerdem entwarf er Pläne für die Elektrifizierung der Nordbahn.
Er wurde 1914 Mitglied der Burschenschaft Allemannia Graz.
1917 wurde er als ordentlicher Professor an die Deutsche Technische Hochschule Brünn berufen, 1919 wechselte er als ordentlicher Professor für Dynamobau an die Technische Hochschule Wien, wo er in den Studienjahren 1929/30 und 1930/31 als Dekan der Fakultät für Maschinenwesen vorstand. Im Studienjahr 1932/33 war er gewählter Rektor der Technischen Hochschule Wien, 1940 wurde er emeritiert. 
Primavesi starb 1952 im Alter von 78 Jahren. 1990 wurde nach ihm die Primavesigasse im 22. Wiener Gemeindebezirk Donaustadt benannt.